# Fingolimod
Le fingolimod (FTY720) (Gilenya) est un médicament modulateur des récepteurs de la sphingosine-1-phosphate destiné au traitement de la sclérose en plaques et développé par Novartis.

## Histoire
En 1992, une équipe de scientifiques japonais parvient à extraire la myriocine, molécule immunosuppressive obtenue à partir du champignon Isaria sinclairii (en) utilisé jusqu'alors en médecine traditionnelle chinoise. À partir de cette substance, des améliorations ont été faites pour améliorer l'efficacité et réduire la toxicité de la molécule aboutissant au fingolimod dont le mécanisme d'action est resté incompris jusqu'en 2002. Depuis cette date, la cible de la molécule a été identifiée (le récepteur de sphingosine-1-phosphate) et nombre d'études ont rapporté l'efficacité du FTY720 dans des modèles de maladies auto-immunes en particulier l'encephalomyélite auto-immune proche de la sclérose en plaques.

## Mode d'action
Le fingolimod est métabolisé dans l’organisme en fingolimod phosphorylé qui est un modulateur des récepteurs de la sphingosine-1-phosphate. Le FTY720 est principalement phosphorylé par la sphingosine kinase 2 et agit en tant que puissant agoniste de quatre récepteurs couplés aux protéines G, S1P: S1P1, S1P3, S1P4 et S1P5. Le fingolimod induit l'internalisation et la dégradation de ces récepteurs (essentiellement les S1P1, S1P2 et S1P5).
Le fingolimod agit en favorisant la rétention lymphocytaire dans le thymus et les ganglions lymphatiques et empêcherait ainsi le passage dans le système nerveux central des lymphocytes impliqués dans la réponse auto-immune. Son action cible essentiellement certains lymphocytes T, dit naïfs ou à mémoire centrale. Au contraire, elle faciliterait le fonctionnement d'autres lymphocytes, permettant de diminuer la réponse auto-immune.
La molécule pourrait avoir également une action directe sur certaines cellules du système nerveux. Son effet sur la myélinisation reste discuté,. Elle pourrait réguler les oligodendrocytes et les astrocytes. 

## Essais cliniques

### Sclérose en plaques

#### PhaseII
L'étude a comparé sur 6 mois, l’efficacité et la tolérance de deux dosages de FTY720 (1,25 mg et 5 mg) contre placebo. La dose de 1,5 mg s'est avérée aussi efficace que celle de 5 mg avec moins d'effets secondaires. De plus, les foyers inflammatoires visibles à l’IRM étaient significativement moins nombreux et la fréquence des poussées inférieure à celle du groupe placebo.

#### PhaseIII
L'étude internationale TRANSFORMS a comparé sur 12 mois les deux dosages de FTY720 à une administration hebdomadaire d’interféron bêta 1a par voie intramusculaire (Avonex). Elle incluait 1292 patients atteints de sclérose en plaques de forme rémittente. La réduction du taux de poussées est de 52 % (groupe 0,5 mg) et 32 % (groupe 1,25 mg) par rapport au groupe sous interféron. 
L'étude FREEDOMS incluant 1,272 patients s'est déroulée sur 24 mois cherchant à comparer l’efficacité du FTY720 à deux dosages différents (1,25 et 0,5 mg) contre placebo. Le taux de poussées par rapport au groupe placebo a reculé de 54 % (groupe 0,5 mg) et 60 % (groupe 1,25 mg), tandis que la progression du handicap sur 24 mois a été ralentie de 30 % (groupe 0,5 mg) et de 32 % (groupe 1,25 mg).
L'étude INFORMS, dans la sclérose en plaques progressive, ne démontre pas de ralentissement de la maladie.
Dans les formes pédiatriques, il diminue le taux de rechutes et l'évolution des lésions à l'IRM cérébrale par rapport à l'utilisation de l'interféron bêta.

### Autres
Il a un effet protecteur sur le muscle cardiaque au décours d'un infarctus du myocarde, du moins, sur un modèle animal.

## Effets secondaires
La première dose de fingolimod 0,5 mg a un effet transitoire et généralement bénin (asymptomatique) sur la conduction HR et AV. Une étude FiRST (post-commercialisation) incluant des patients présentant des facteurs cardiaques, a conclu que les effets cardiaques de cette première dose sont « généralement bénins et cohérents avec les observations des essais pivots ».
Des bradycardies (ralentissement de la fréquence cardiaque) ont été décrites, probablement secondaires à une action directe sur la cellule musculaire de l'oreillette. Une surveillance de la fréquence cardiaque après une première prise est recommandée par la FDA américaine, mesure édictée après un décès rapporté au décours immédiat de la prise.
Le 5 février 2013, en France, l'Agence européenne du médicament et l'Agence nationale de sécurité du médicament et des produits de santé demandent d'élargir la surveillance cardiovasculaire pratiquée lors de l'administration de la 1e dose de fingolimod aux situations suivantes :
- en cas de réintroduction après une interruption de traitement ;
- et après la 1re dose chez les patients ayant dû être traités pharmacologiquement pour corriger les symptômes de bradyarythmie lors de l'instauration du traitement[21].

Il semble exister un risque majoré d'infections respiratoires. L'œdème de la macula survient dans 1 % des cas. Le taux de lymphocytes baisse dans trois quarts des cas.
Le 17 août 2015, Novartis publie une alerte pour informer d'un troisième cas de leuco-encéphalopathie multifocale progressive (LEMP) chez un patient atteint de la sclérose en plaques et traité par fingolimod sans traitement préalable au natalizumab.

## Divers
Aux États-Unis, une année de traitement coûte plus de 52 000 dollars en 2012.